# Roadrailer
Ein Roadrailer ist ein Sattelauflieger, der direkt zwischen zwei spezielle Drehgestelle gesetzt und so zu einem Trailerzug verbunden werden kann. Der Roadrailer dient der Beförderung im kombinierten Verkehr.

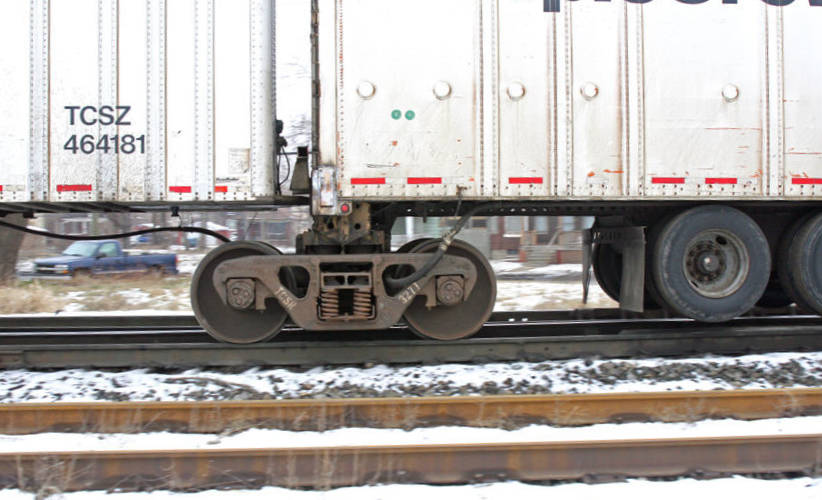
Jakobs-Drehgestell zwischen zwei Sattelaufliegern von Triple Crown Services

Gegenüber der Rollenden Landstraße und ähnlichem Huckepackverkehr spart man die Flachwagen, benötigt jedoch besondere Sattelauflieger. Die Auflieger müssen wegen der höheren Zug- und Stoßkräfte im Bahnverkehr besonders verstärkt sein und zudem auch im Straßenverkehr die für den Bahnverkehr nötige Einrichtung als zusätzliche Last mitführen.
Die Vorteile des Roadrailer liegen in der höheren Anzahl an Transporteinheiten, die bei gegebener Zuglänge geladen werden können und der hohen Nutzlast von 68 % des Gesamtgewichtes im Vergleich zu 51 % beim Container auf Güterwaggons und 45 % bei der rollenden Landstraße. Durch die engen Abstände zwischen den Roadrailereinheiten bietet diese als geschlossene Zugkomposition einen gegenüber der RoLa und Containerzügen sehr geringen Luftwiderstand.
Dem stehen die Nachteile des etwas höheren Anschaffungspreises des Sattelaufliegers und dessen um ca. 360 kg erhöhtes Eigengewicht, das die mögliche Zuladung verringert, gegenüber. Weiterhin hat das Konzept mit Wechselpritschen und den weit verbreiteten ISO-Containern eine starke Konkurrenz. Bei Letzteren kann aufgrund der vom Transportgefäß getrennten Flachwagen mittels entsprechender Verladeeinrichtungen einfach ein Transportgefäß aus dem Zug herausgehoben werden. Beim Roadrailer müsste dafür die Zugkomposition aufgetrennt, der Sattelauflieger samt Drehgestell vom Gleis genommen und abschließend die Zugkomposition wieder vereint werden.

## Geschichte
Die ersten Roadrailer kamen in den 1950ern in den USA auf und besaßen ein fest montiertes Schienenfahrgestell, das beim Bahntransport abgesenkt wurde. Später wurde es abnehmbar, um auf der Straße mehr Nutzlast mitführen zu können und fungierte gleichzeitig als Auflagepunkt für den nächsten Auflieger.

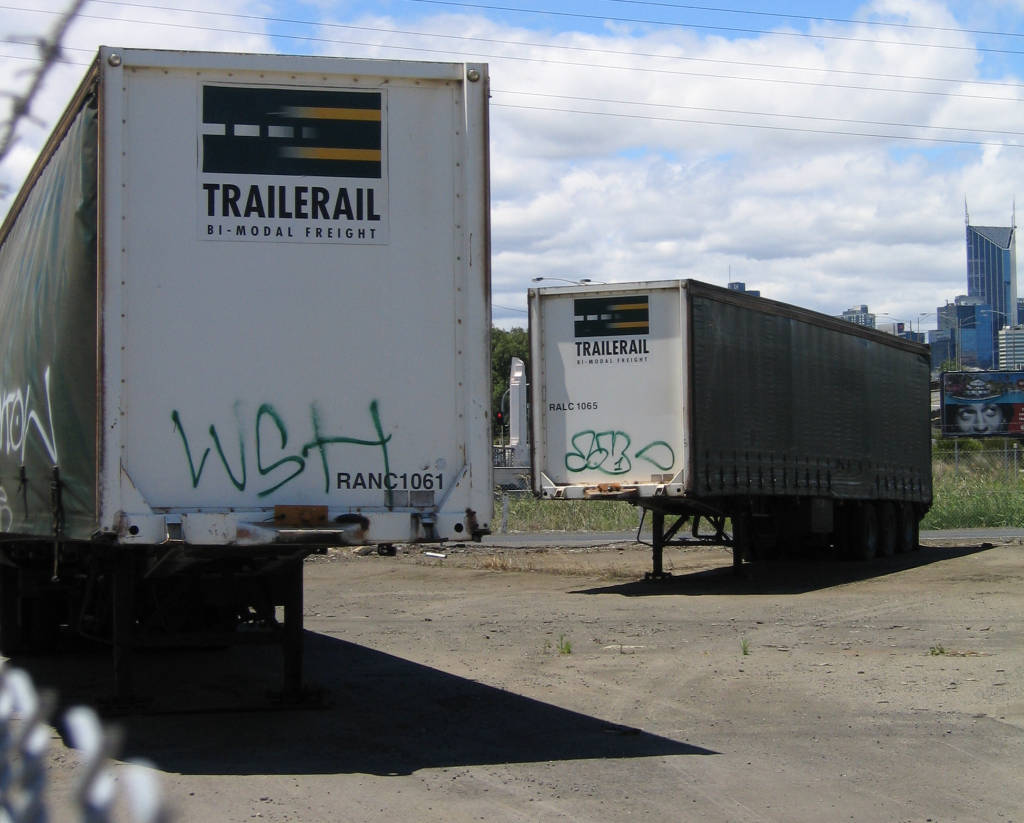
Australische Roadrailer firmierten als Trailerail, hier abgestellte in Melbourne, Victoria

Anfang der 1960er wurden sie auch in Großbritannien eingesetzt und in den 1980ern und 1990ern in Australien von der Australian National Railways Commission.
1999 eröffnete die Bayerische Trailerzug Gesellschaft mbH (BTZ) einen Roadrailer-Pendelverkehr von Soltau-Harber nach Italien. Nach gut vier Jahren jedoch teilte BTZ das Schicksal vieler anderer Start-ups und ging pleite. Die deutschen Roadrailer hatten zweiachsige Schienenfahrwerke, in den USA genügte aufgrund der dortig zulässigen Achslasten grundsätzlich einachsige Fahrwerke; die jüngste Equipment-Generation umfasste jedoch auch dort zweiachsige Drehgestelle.
In den USA nahmen in den 1980er-Jahren und 1990er-Jahren mehrere Bahngesellschaften Roadrailer-Bahnverbindungen auf. Meist wurden Ganzzüge gebildet. Durch Amtrak erfolgte zeitweise der Einsatz als Post- und Expressgutwagen am Ende von Reisezügen. Einige Roadrailer bestanden aus einzelnen Wagen mit Standardkupplung für Anfang bzw. Ende des Aufliegers und konnten mit einzelnen Aufliegern in einen Zug eingestellt werden, wogegen bei anderen Bauformen das Ende des vorderen und der Anfang des hinteren Aufliegers auf einem Wagen lagen. Diese werden mittels Adapter in separaten oder am Ende regulärer Züge eingesetzt.
Bei Amtrak, Chessie System/CSX Transportation, Canadian National Railway, Illinois Central Gulf und Union Pacific Railroad stellten Roadrailer-Bahnverbindungen jedoch stets nur Nischenangebote dar. Die Norfolk Southern Railway baute hingegen über ihre Tochtergesellschaft Triple Crown Services ab 1986 zahlreiche Roadrailer-Verbindungen auf, die sich ab 1993 auch in das Netz von Conrail sowie zu den über Strecken anderer Bahngesellschaften erreichten Zielen Minneapolis, Toronto und Fort Worth (via BNSF Railway) erstreckten. Triple Crown bietet Tür-zu-Tür-Transporte vor allem für die Automobilindustrie an und bündelte auf dem Schienenanteil jeweils Transporte verschiedener Relationen.
Nachdem sich die Norfolk Southern Railway gegen eine Erneuerung der eingesetzten Trailer und Drehgestelle entschieden hatte, wurden Ende 2015 nahezu alle Roadrailer-Verbindungen mit Ausnahme des Korridors Detroit–Kansas City eingestellt. Im August 2024 gab Triple Crown Services mit Verweis auf das alternde Equipment bekannt, zum 25. August 2024 auch auf dieser Relation den Roadrailer-Betrieb aufzugeben und durch konventionelle Binnencontainer zu ersetzen.